# ATP Tour World Championships 1997
L'ATP Tour World Championships 1997 è stato un torneo di tennis giocato sul cemento indoor. 
È stata la 28ª edizione del torneo di singolare di fine anno, la 24ª del torneo di doppio di fine anno
ed era parte dell'ATP Tour 1997. 
Il torneo di singolare si è giocato all'EXPO 2000 Tennis Dome di Hannover in Germania, 
dall'11 al 16 novembre 1997.
Il torneo di doppio si è disputato all'Hartford Civic Center di Hartford (Connecticut) negli USA,
dal 17 al 23 novembre 1997.

## Campioni

### Singolare
Pete Sampras ha battuto in finale  Evgenij Kafel'nikov, 6–3, 6–2, 6–2

### Doppio
Rick Leach /  Jonathan Stark hanno battuto in finale  Mahesh Bhupathi /  Leander Paes, 6–3, 6–4, 7–6(3)